# Судаков, Сергей Константинович
Серге́й Константи́нович Судако́в (род. 1955) — заведующий лабораторией научно-исследовательского института нормальной физиологии имени П. К. Анохина РАМН, профессор, доктор медицинских наук, член-корреспондент Российской Академии медицинских наук

## Биография
Сын Константина Викторовича Судакова.
Окончил Московский медицинский институт им. И. М. Сеченова в 1978 году.
В 1978—1981 годах — младший научный сотрудник на кафедре нормальной физиологии и биофизики Московского медицинского стоматологического института (ММСИ). В 1981 году защитил кандидатскую диссертацию.
В 1981—1989 — научный сотрудник Института нормальной физиологии имени П. К. Анохина.
Лауреат премии Ленинского комсомола в области науки и техники за 1986 год.
Лауреат золотой медали РАН имени П. К. Анохина (2018) за выдающиеся работы в области нормальной физиологии.
В 1989 году защитил диссертацию доктора медицинских наук по физиологии человека и животных (03.00.13) «Нейрохимические механизмы реализации доминирующей пищевой мотивации и пищевое поведение кроликов». Работа выполнена в НИИНФ, ведущее учреждение Институт высшей нервной деятельности и нейрофизиологии АН СССР.
C 1989 руководил лабораторией нейробиологии влечений, замет лабораторией патофизиологии Национального научного центра наркологии РАМН.
Возглавлял группу экспериментальной наркологии в ГУ НИИ морфологии человека РАМН.
Внедрил в лечебную практику для лечения опиатной наркомании лекарственную форму «Веронаркап» препарата Апротинин.
Работал профессором на кафедре фармакологии ФППОП Московской медицинской академии им. И. М. Сеченова.
Входит в состав диссертационного совета при ФГУ Национальный научный центр наркологии.
В 2008 году сменил на посту директора НИИНФ имени П. К. Анохина своего отца К. В. Судакова.
С 2011 года входит в состав Бюро Отделения медико-биологических наук РАМН.
Член редколлегии журналов «Вестник Российской академии медицинских наук», «Наркология» и «Бюллетень экспериментальной биологии и медицины».
С 1989 года являлся членом Постоянного комитета по контролю наркотиков. В настоящее время член межведомственных советов и комиссий по наркологии.
Пять лет входил в состав медицинской комиссии Международного олимпийского комитета.
Один из трёх авторов опубликованной в 2012 году статьи «Бесконтактная передача приобретённой информации от умирающего субъекта к зарождающемуся. Экспериментальное исследование на крысах», негативно воспринятой научным сообществом. Выводы авторов статьи были охарактеризованы как совершенно фантастические, критиковались низкий методический уровень исследования, неверное использование теста Морриса, малый размер выборки, недостаток необходимых контрольных групп, отсутствие поправки на множественные сравнения и другие аспекты работы. В докладе Комиссии РАН по борьбе с лженаукой к выборам в РАН 2019 года эта статья признана псевдонаучной публикацией. В ноябре 2019 года статья была отозвана «по просьбе автора в связи с обнаружением новых данных и необходимостью серьёзной переработки и дополнения текста статьи». Член комиссии по борьбе с лженаукой Н. Н. Хромов-Борисов в 2020 году предпринял статистический анализ исходных данных статьи и пришёл к выводу, что мнение авторов «о возможности бесконтактной передачи информации… от умирающего организма к зарождающемуся…» не находит ни малейшего подтверждения. Тем не менее, в 2022 году выводы С. К. Судакова были подтверждены независимыми рецензентами и статья со cделанными к этому времени дополнениями была опубликована в международном журнале «Biology» (импакт фактор 5,168, Q1).
По состоянию на 2025 год — преподаватель Кафедры нормальной физиологии Сеченовского университета.